# Bertall
Pour les articles homonymes, voir d'Arnoux, Saint-Saëns et Bertal.
Bertall ou Bertal, pseudonyme de Charles Constant Albert Nicolas d'Arnoux de Limoges Saint-Saëns, né le 18 décembre 1820 à Paris et mort le 24 mars 1882 à Soyons, est un illustrateur, caricaturiste, graveur et photographe français.
Connu également sous le nom Tortu-Goth, il est considéré comme l'un des illustrateurs les plus féconds du XIXe siècle et compte parmi les pionniers de la photographie.

## Biographie
Petit-fils de Louis Charles de Limoges, vicomte de Limoges, ancien lieutenant des maréchaux de France, membre de l'Académie des Arcades de Rome puis journaliste sous la révolution, Charles Constant Albert Nicolas d'Arnoux de Limoges Saint-Saëns est le fils de Daniel Pierre Urbain d'Arnoux, ancien commissaire des guerres. Sa famille le destine à l'École polytechnique, mais il choisit d'étudier la peinture et passe plusieurs années dans l'atelier de Michel Martin Drolling, au terme desquelles il décide de se consacrer exclusivement au dessin d'illustration et à la caricature,. Sur le conseil de Balzac, qui le protège à ses débuts et dont il est l'un des illustrateurs attitrés, il signe ses œuvres du nom de Bertall, d'après l'anagramme de son deuxième prénom. Il épouse Albertine Césarine Élisabeth Pellapra de Lolle et devient le père de triplées le 17 août 1866. Il est nommé chevalier de la Légion d'honneur le 3 février 1875.
Il dessine pour Le Magasin pittoresque, Le Musée des familles, La Semaine des enfants, le Journal pour tous, La Bibliothèque des chemins de fer et pour la Bibliothèque rose. Il fournit 3 600 dessins pour Les Romans populaires illustrés publiés en 30 volumes par Gustave Barba entre 1849 et 1855. Il contribue par de nombreuses caricatures à L'Illustration et à La Semaine, au Journal pour rire et au Grelot. Il écrit et illustre également ses propres textes, parmi lesquels notamment La Comédie de notre temps et La Vigne, voyage autour des vins de France.
Pionnier de la photographie, il collabore avec Hippolyte Bayard dès 1855, ouvrant ensuite avec lui l'atelier de photographie Bayard et Bertall au 15 bis, rue de la Madeleine à Paris, au début des années 1860 et jusqu'en 1866. Puis installé à son compte en 1866, il devient un portraitiste à succès.

## Distinctions
- Chevalier de la Légion d'honneur en 1875[7]

## Réception critique
Henri Beraldi estime qu'« Il nous est impossible de fixer le nombre de dessins publiés par cet artiste très original et sans méchanceté ; un de ces hommes précieux qui ont eu le rare privilège de distraire et d'amuser leurs contemporains, ce dont il leur faut être bien reconnaissant ; il y en a tant qui les ennuient ! ».
Pour Gustave Vapereau, il possède comme illustrateur « une touche vigoureuse et un cachet de mordante originalité », et selon Pierre Larousse, il a comme caricaturiste « peut-être moins de finesse et d'élégance que Gavarni, moins de verve grotesque que Daumier ; mais il est pétillant de gaieté malicieuse et de piquante originalité. »

## Publications

### Ouvrages de Bertall
- Les Omnibus, pérégrinations burlesques à travers tous chemins, avec Lefix, 1843.
- Les Buses-Graves, prospectus publicitaire, 1843 : parodie des Burgraves de Victor Hugo, Tortu Goth est aussi le pseudonyme de Bertall.
- Les Guêpes à la Bourse, 1847.
- Cahier des charges des chemins de fer, 1847.
- Les Enfants d'aujourd'hui, album de caricatures, 1848.
- La Revue comique à l'usage des gens sérieux, novembre 1848 - avril 1849.
- Les Infortunes de Touche-à-tout, 1861.
- Mlle Marie sans-soin, 1867.
- M. Hurluberlu et ses déplorables aventures, 1869.
- Les Communeux, 1871. Types, caractères, costumes, 1871.
- Le Grelot au Salon. Le Salon de 1872 dépeint et dessiné par Bertall, 1872.
- La Comédie de notre temps : études au crayon et à la plume. I. La civilité, les habitudes, les mœurs, les coutumes, les manières et les manies de notre époque. II. Les enfants, les jeunes, les mûrs, les vieux. III. La vie hors de chez soi : l'hiver, le printemps, l'été, l'automne, 3 volumes, 1874-1876 (texte en ligne 1 2 3}.
- Les Contes de ma mère, recueillis et illustrés par Bertall, 1877.
- La Vigne, voyage autour des vins de France : étude physiologique, anecdotique, historique, humoristique et même scientifique, 1878 (texte en ligne).
- Mademoiselle Jacasse, 1879.
- Les Plages de France, 1886.
- Georges le distrait, 1889 (texte en ligne).

### Ouvrages illustrés par Bertall
- Honoré de Balzac : Œuvres complètes, 20 volumes, 1842-1855.
- Eugène Briffault : Paris dans l'eau, 1843.
- Pierre-Jules Hetzel : Nouvelles et Véritables Aventures de Tom Pouce, 1844.
- Collectif : Le Diable à Paris. Paris et les Parisiens. Mœurs et coutumes, caractères et portraits des habitants de Paris, tableau complet de leur vie privée, publique, politique, artistique, littéraire, industrielle, etc., 2 volumes, 1845-1846.
- Honoré de Balzac : Petites Misères de la vie conjugale, 1845.
- Alexandre Dumas : La Bouillie de la comtesse Berthe, 1845.
- Alexandre Dumas : Histoire d'un casse-noisette, 1845.
- Paul Féval : Contes de nos pères, 1845.
- Maurice Alhoy : Les Bagnes, 1845.
- Maurice Alhoy et Louis Lurine : Les Prisons de Paris, 1846)
- Octave Feuillet : Vie de Polichinelle et ses nombreuses aventures, 1846.
- Léon Gozlan : Aventures du prince Chènevis, 1846.
- Émile Souvestre : Le Monde tel qu'il sera, 1846.
- Eugène Briffault : Paris à table, 1846.
- Jean Anthelme Brillat-Savarin : Physiologie du goût, 1848.
- Nicolas Boileau : Œuvres poétiques, 1846.
- Bernardin de Saint-Pierre : Paul et Virginie, 1849.
- James Fenimore Cooper : Le Dernier des Mohicans, 1849.
- Charles Perrault : Contes, 1852.
- Georges Bonnefons : Les Hôtels historiques de Paris, 1852 (en ligne sur Gallica).
- Hoffmann : Contes fantastiques, 1856.
- Jacques Porchat : Contes merveilleux, 1858.
- Paul Boiteau : Légendes pour les enfants, 1861.
- Comtesse de Ségur : Les Vacances, Les Petites Filles modèles, 1863.
- Wilhelm Hauff : L'Auberge du Spessart, contes allemands, 1863.
- Arthur de Gravillon : La Malice des choses, 1867.
- Edmond Auguste Texier : Le Journal et le journaliste, 1868.
- Miguel de Cervantes : Don Quichotte, 1870.
- Alphonse Daudet : Les Petits Robinsons des caves ou le siège de Paris, 1872.
- Jean Macé, Contes du petit château, 1876.
- Paul de Kock : La Laitière de Montfermeil. Le Muletier, 1878.
- Arthur de Rothschild : Histoire de la poste aux lettres et du timbre-poste depuis leurs origines jusqu'à nos jours, 1880.

Illustrations par Bertall
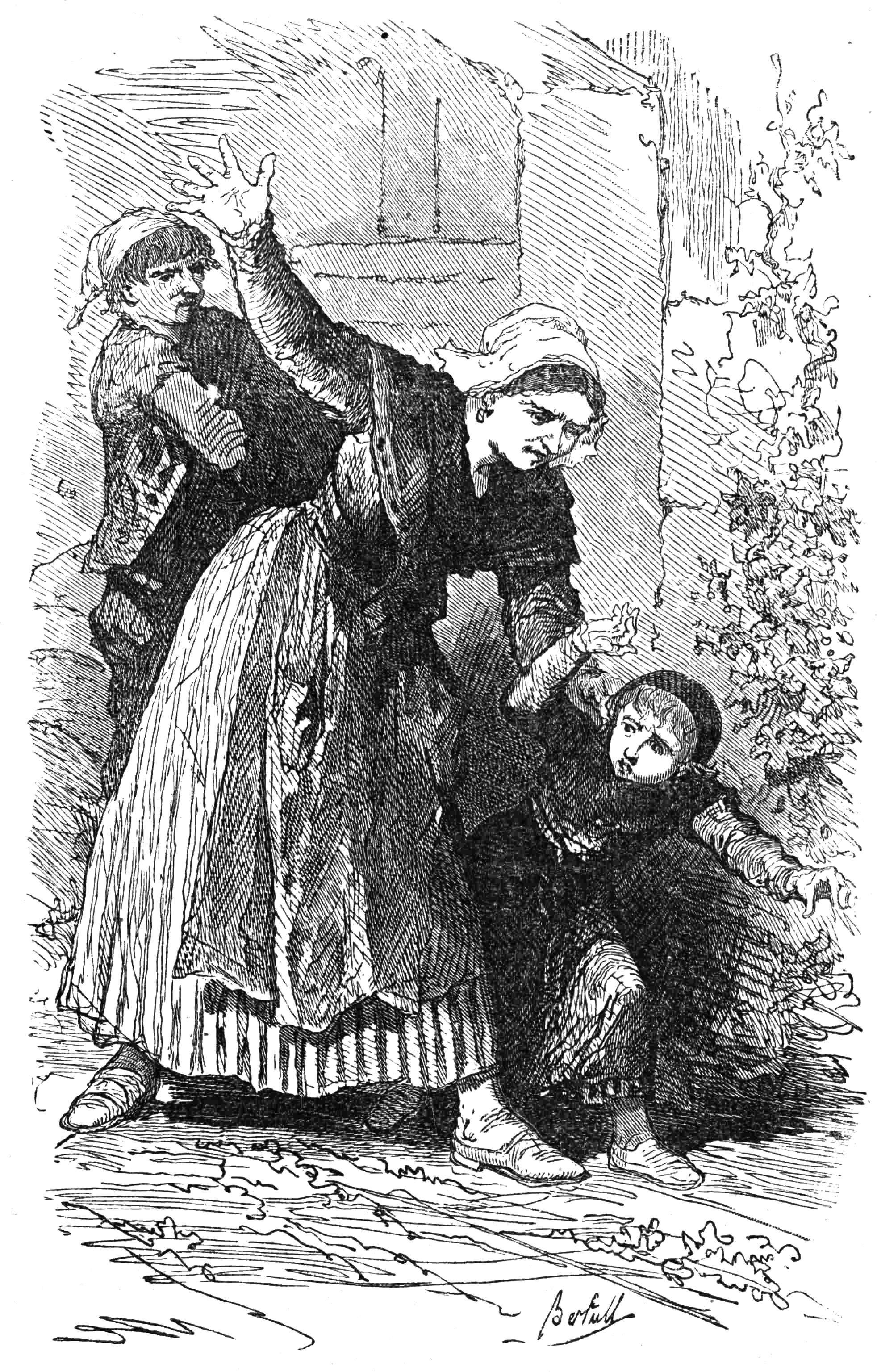
Les Petites Filles modèles, illustration pour le roman de la Comtesse de Ségur.
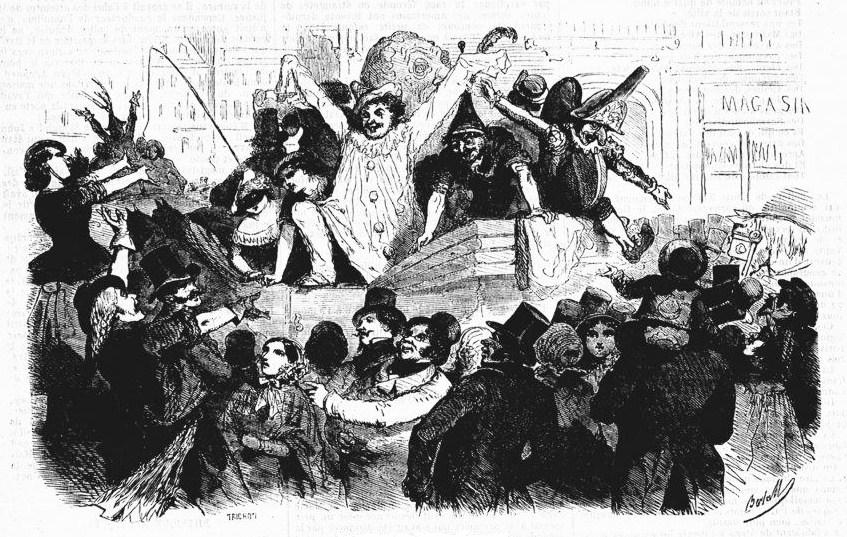
Le carnaval des boulevards en 1828.
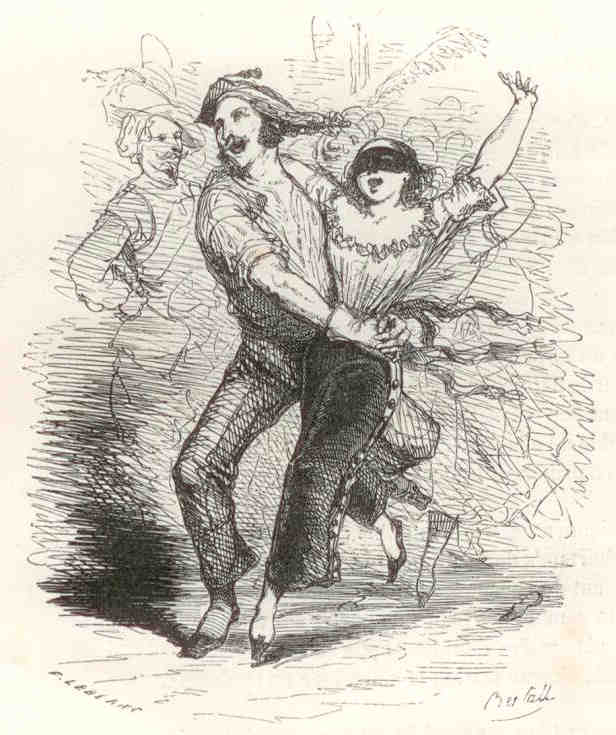
Couple de Parisiens au Carnaval de Paris.
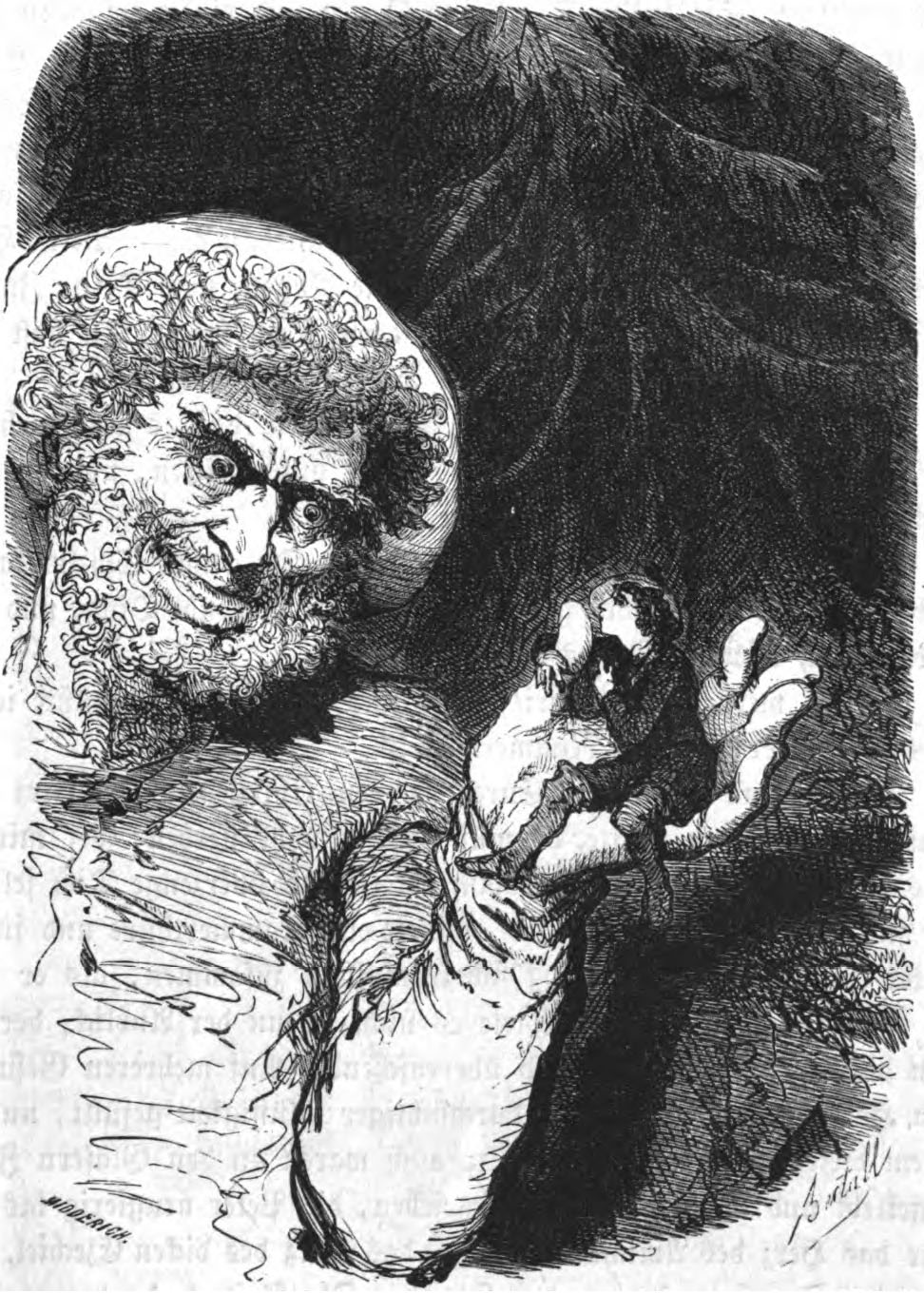
Le cœur froid, Wilhelm Hauff (1869).
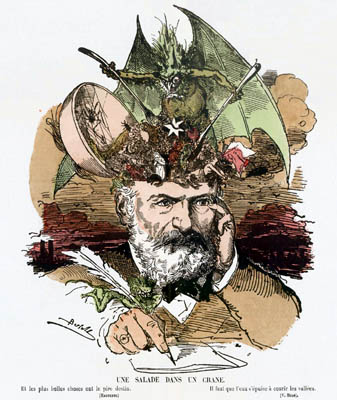
Une salade dans un crâne, caricature de Victor Hugo publiée dans Le Grelot du 21 juin 1871.

Photographies par Bertall
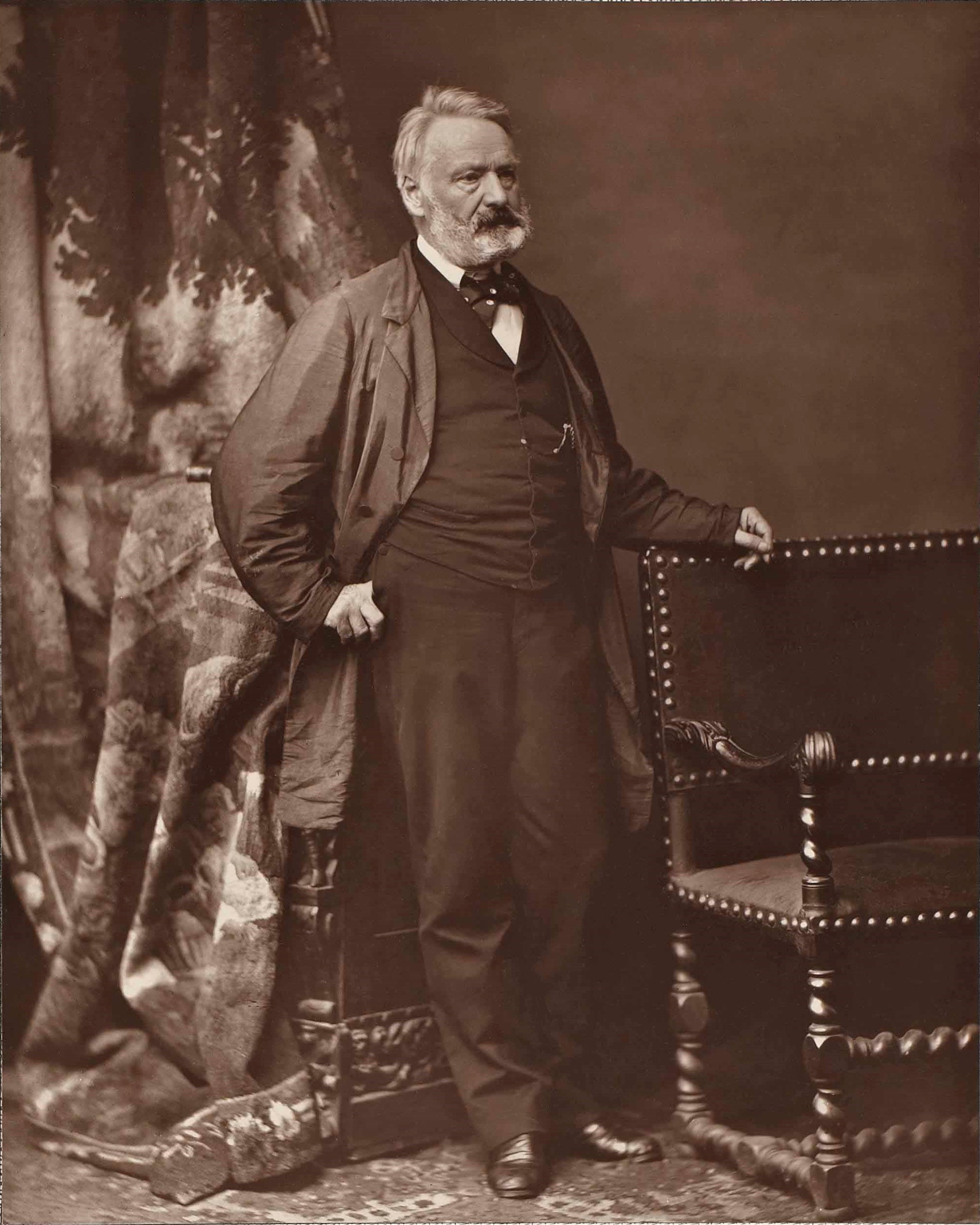
Victor Hugo.
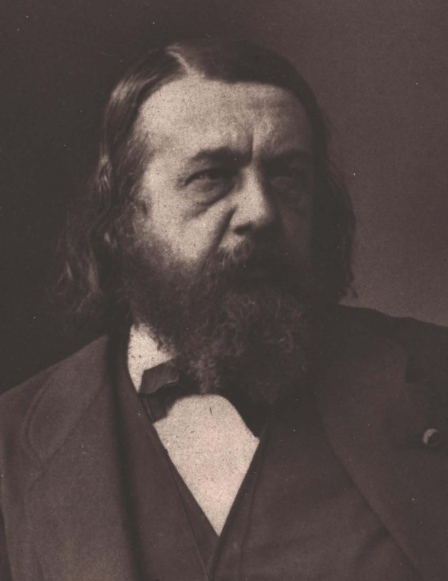
Théophile Gautier.
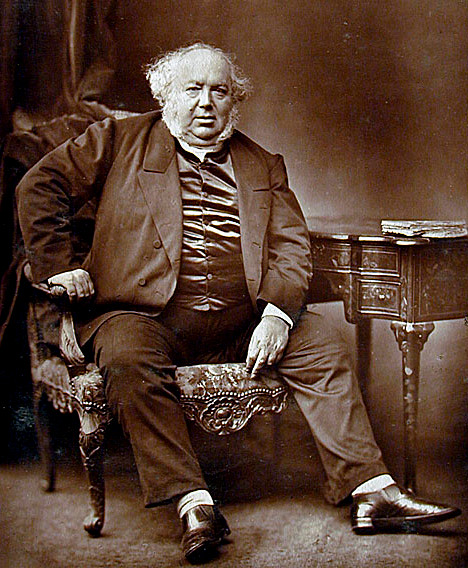
Jules Janin.
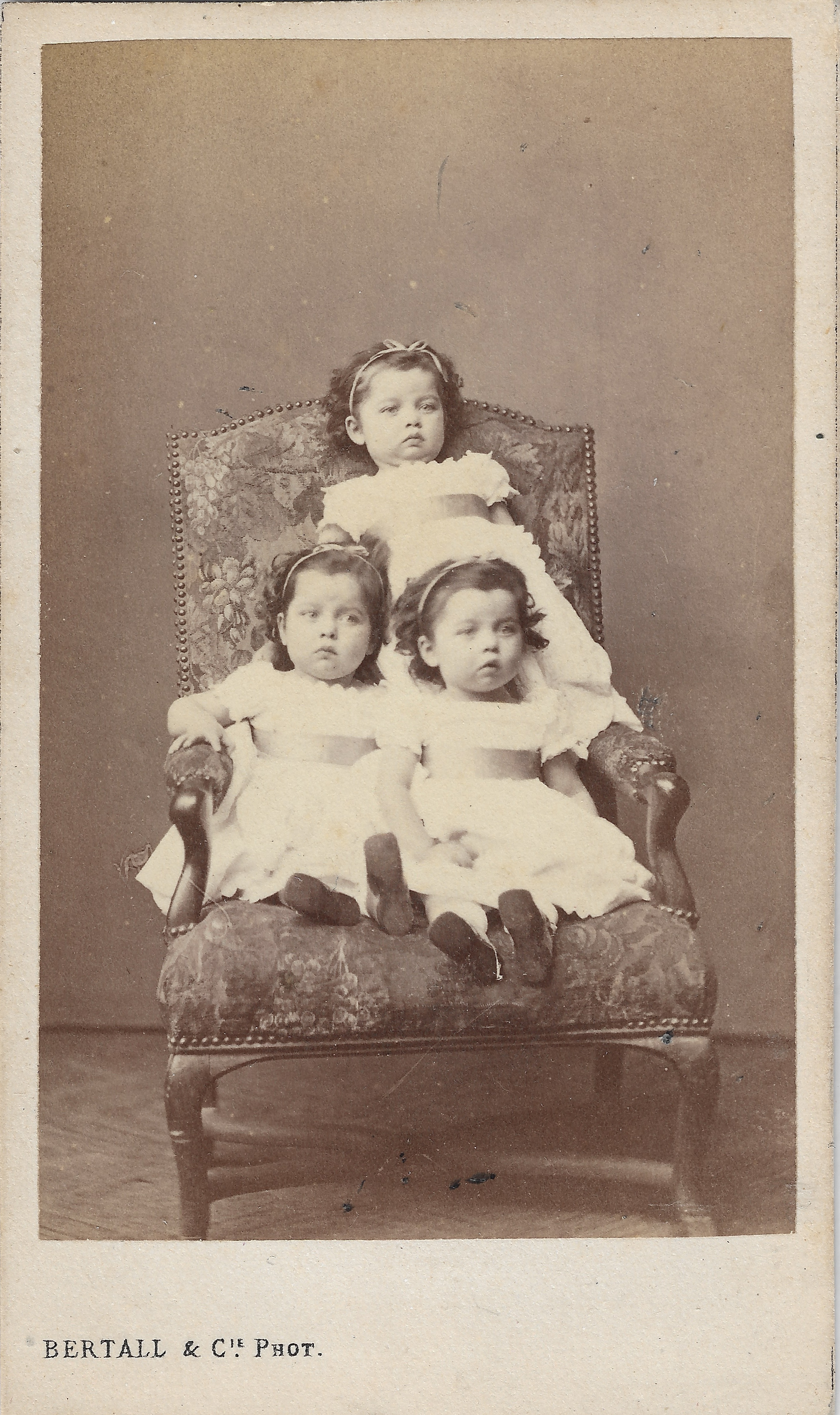
Les triplettes du photographe.